# Maria Egipcjanka (Kasprowicz)
Maria Egipcjanka – poemat Jana Kasprowicza, ogłoszony w 1901, a później włączony do cyklu Hymny. Był pierwszym utworem, w którym poeta zastosował charakterystyczny dla jego liryki trójakcentowy wiersz toniczny. W późniejszym wydaniu poeta zmienił tytuł na Hymn Marii Egipcjanki.